# 軌道法

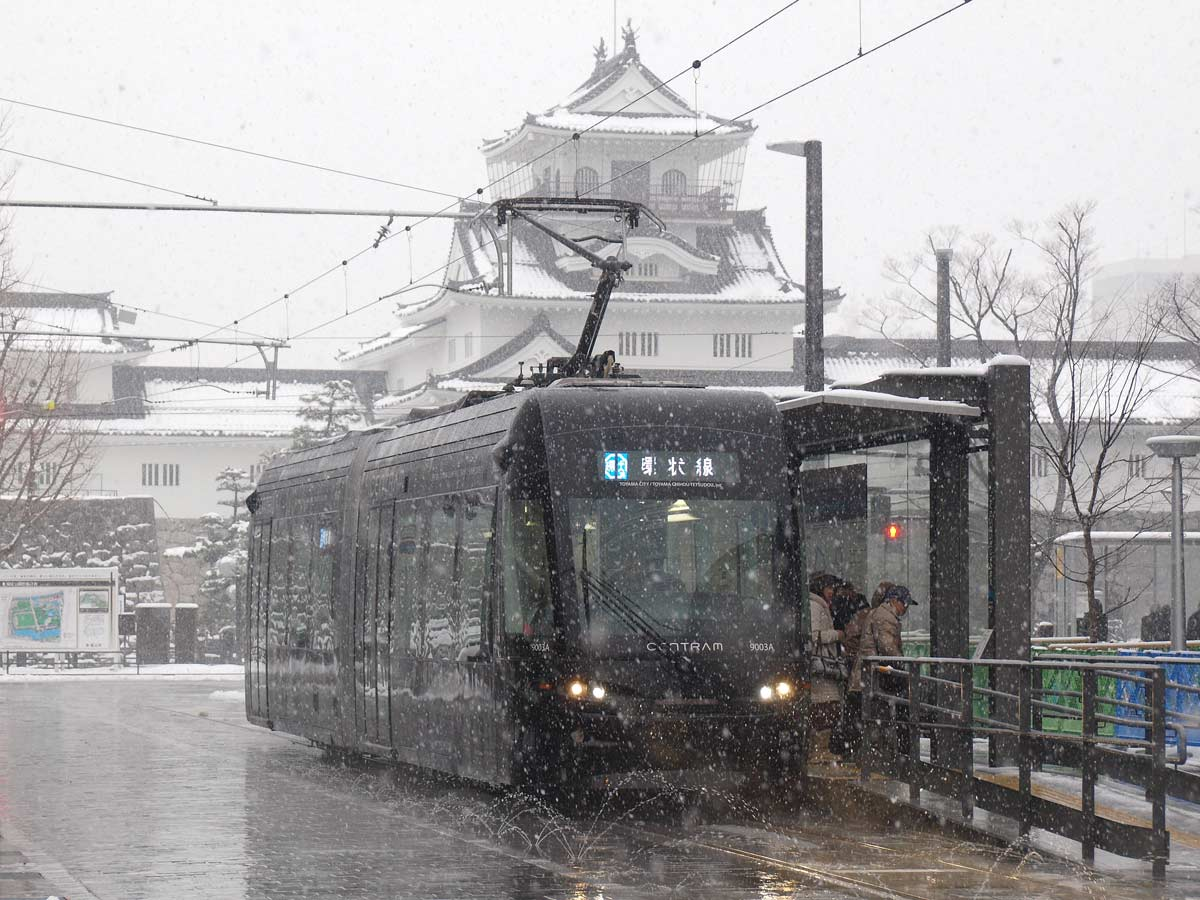
軌道法区間を走る富山地方鉄道9000形。路面電車は軌道法の一般的な適用例である

軌道法（きどうほう、大正10年4月14日法律第76号）は、一般公衆（公共）の運輸事業を目的とする軌道の監督に関する日本の法律である。
1921年（大正10年）4月14日公布、1924年（大正13年）1月1日施行。
軌道条例の不備を補完し、軌道法制確立のために制定された。道路に敷設される軌道のうち、一般公衆用ではないものについての規定は国土交通省の省令により定められる（第1条2項）。元来は主として路面電車を対象としてきたが、モノレールや新交通システムなどにも適用例がある。なお、地下鉄は原則的に鉄道事業法に準拠するが、大阪市高速電気軌道（Osaka Metro、旧・大阪市営地下鉄）は建設者の大阪市が都市計画道路と一体的に整備する方針を採ったため、21世紀の現在でも一部区間を除き軌道法に準拠して運営されている。また、トロリーバスも公道上を走行することから、かつてはそのほとんどの路線が軌道法適用路線であったが、1972年（昭和47年）3月末をもって廃止されたため、以降2024年（令和6年）11月末まで、私有地内の専用道のみを走行する鉄道事業法準拠の路線だけが存続していた。
2001年（平成13年）の中央省庁再編以後は国土交通省道路局路政課（旧・建設省の部局）と鉄道局都市鉄道政策課および施設課（旧・運輸省の部局）が共同で所管し、警察庁交通局交通規制課と連携して執行にあたる。

## 法体系

### 軌道に関する法令
道路に敷設される軌道に適用される法令には、軌道法のほか、軌道建設規程、軌道運転規則、軌道運輸規程などがある。
軌道建設規程では「道路上その他公衆の通行する場所に敷設される軌道」を「併用軌道」、その他の軌道を「新設軌道」に分類する。また、本法第1条第2項により一般交通の用に供しない軌道を「専用軌道」という。
鉄道事業法上の鉄道事業者に相当するものを「軌道会社」または「軌道経営者」と呼称する。

### 道路法との関係
軌道は道路法の道路本体には当たらず、占用物であるが、その占用は通常の占用許可ではなく、軌道法の特別の規定による。

## 構成
第1条、第2条で軌道法の適用される鉄道の範囲について規定している。それによれば、軌道とは原則として道路に敷設されるものとされ、そのうち一般公衆（公共）の運輸営業を目的とする場合に軌道法が適用されるとしている。なお、第1条2項の一般交通の用に供しない軌道とは事業者が事業者自身のために輸送をする軌道、すなわち、専用軌道のことであり、専用軌道規則が適用される。
第3条では一般公衆の運輸を営むことを目的とする軌道事業は特許を受けなければならないとされている。鉄道事業法による「鉄道」事業については、「特許」ではなく「許可」と表記される（後述）が、実際上はほぼ同一のものである。
第4条で、軌道事業に要する道路の占用は特許された時点で道路管理者の許可または承認を受けたものとみなされるとされている。しかし実際には、軌道の特許に際し軌道を敷設しようとする道路の道路管理者の意見が確認されるので、道路管理者の意向を無視して特許されるわけではない。これは第6条の工事施行認可申請についても同じである。また、道路の占有料に関する政令は現在に至るまで制定されていないので、無料のままである。しかし、併用軌道では第12条で規定される範囲について道路の維持、修繕を負担することとなっており、これが実際上の占有料となる。
第5条から第27条は軌道事業の実施、廃止に当たっての手続事項、事業者履行事項および監督事項が規定されている。軌道の敷設、竣功についてはそれぞれ第5条、第7条で定められた期限内に完了させることが定められており、第23条で期限内に工事施行認可を申請、認可後は工事着手・竣功ができなかった場合は特許が失効するとされている。ただし、この期限についてはやむを得ざる事情のある時は延期が許可されることとなっている。なお、営業開始にあたっての手続については軌道法施行令に、そのとき提出が必要となる書類およびその記載内容については軌道法施行規則に詳細が決められている。また、譲渡等における提出書類についても施行規則に定められている。一方、軌道事業に当たっての技術的適合の基準は線路、車両、保安に関しては軌道建設規程、運転に関しては軌道運転規則にそれぞれ定められている。一方、運輸営業に当たっての規則（JR各社の旅客営業規則に相当する）に関しては軌道運輸規程に定めがある。一方、軌道事業中運輸事業に携わる人員に関する規定として軌道係員規程があるが、鉄道係員職制を準用するとし、他に定めてあるのは制服の着用義務だけである。
併用軌道における道路の維持、補修に関しての分担は第12条で規定され、軌条間とその両側61 cmを分担するものとされている。
第9条に定めのある、道路管理者が道路の新設、改築に必要と認めれば、軌道経営者の専用軌道敷地を無償提供させることができるとされることについては、財産権の保護について定めた日本国憲法第29条3項に違反している可能性もあるが、この条文は削除されていない。ただし、これは軌道を廃止して道路にするのではなく、専用軌道を併用軌道とするものであり、軌道を道路に敷設することを認めることの裏返しであり、財産権の保障は、本法の制定時に有効であった明治憲法の時代から存在しているので、違憲とは断定はできない（もちろん、この条文を適用して事業を実施した場合は、訴訟の提起、違憲判決等のリスクがあり、また現状で専用軌道を併用軌道にするような事態は想定しにくいといえる）。
軌道運輸規程の罰則条項については、国家行政組織法12条3項に反するため事実上失効している。
第28条から第30条は罰則規定である。
第31条は軌道法を適用する軌道に準ずるものを規定しており、国土交通省令（軌道法第三十一条の一般交通の用に供する軌道に準ずべきものを定める省令（昭和22年運輸・内務省令第2号））で無軌条電車が該当するものとして定められている。

## 「鉄道」との違い
行政管轄として軌道は土木行政に属する道路行政で、鉄道は鉄道行政となる。これは軌道が道路交通の補助として位置づけられていたことに起因している。大東亜戦争（太平洋戦争・第二次世界大戦）以前は土木行政が内務省土木局、鉄道行政は鉄道省監督局の担当で、戦後も長きに渡って土木行政は建設省都市局および道路局、鉄道行政は運輸省鉄道監督局と所轄省庁が異なっていたため、軌道法制と鉄道法制を分けていることに大義があったが、現在に至っては鉄道・道路ともに国土交通省管轄になっており、両法制の一元化の動きもみられていた。現在多く見られるようになった専用（新設）軌道を持つ軌道については、戦前期の人口爆発によって輸送力強化を図るために併用軌道から新設軌道に改良された背景から、普通鉄道との相違がほとんど無い場合が多い。
具体的には以下のような違いがある。

### 許認可
現在の鉄道事業は、敷設に対し許可であり、廃止は届出であるが、軌道事業は、敷設に対し特許であり、廃止は許可である。

### 敷設

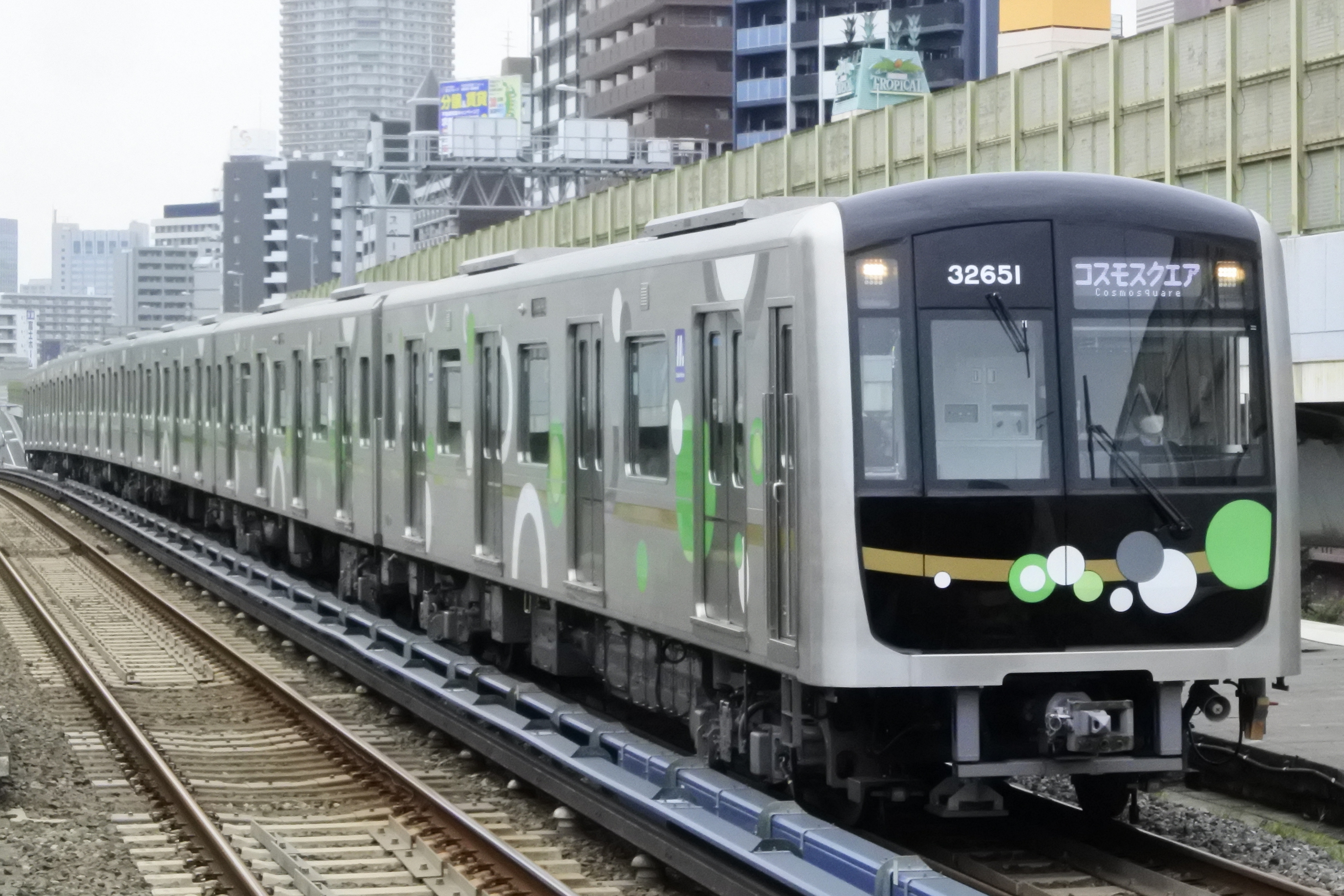
軌道法区間を走る Osaka Metro30000A系。大阪市内の主要道路に敷設すると見做し、大半に軌道法が適用される

軌道法が「軌道ハ特別ノ事由アル場合ヲ除クノ他之ヲ道路ニ敷設スヘシ」（第2条）と規定し、鉄道事業法が鉄道の道路への敷設を原則禁止している（同法第61条）。
ただし、軌道法第2条但書、鉄道事業法第61条但書により、国土交通大臣の許可を受ければ軌道は道路以外に、鉄道は道路に敷設が可能である。そのため、軌道では大部分が新設軌道である都電荒川線、東急世田谷線や京福電気鉄道嵐山本線、全線新設軌道である京福電気鉄道北野線が存在している。
大阪市高速電気軌道 (Osaka Metro) は事情が少し異なる。当初の予定では、東京地下鉄の開業によって地下鉄の準拠法は地方鉄道法とする旨が定められ、大阪でもこれを適用する予定でいた。しかし、出願時において大阪ではその殆どの区間を道路上に並走する高架式としていたことから、道路との関係が密接である軌道法が適用された。実際には時代の変遷により地下式へと変更されたが、根拠法は変更されず、現在でも併用軌道の亜種と見做すことで成立している。一方、鉄道では一部に道路併用区間を有する江ノ島電鉄線、熊本電気鉄道藤崎線が存在している。

### 運行
軌道運輸規程では速度計の設置が義務ではない。

### 動力車操縦者運転免許
動力車操縦者運転免許に関する省令第4条により、軌道運転規則第3条第1項の規定の適用を受ける軌道（「新設軌道」〈道路外に敷設する軌道〉および「道路の路面以外に敷設する併用軌道」〈道路上の高架空間等に敷設する軌道〉）での運転には鉄道（新幹線を除く）と同様に「甲種」免許が必要となるが、道路の路面に敷設する併用軌道での運転には「乙種」免許が必要となる。ただし軌道運転規則第3条第2項により新設軌道と併用軌道が混在する線区については第1項の規定の適用を受けないことができ、その場合は当該線区での運転には「乙種」免許が必要となる。

## 沿革
日本において鉄道と軌道が法的に別個に扱われるようになった歴史は古く、軌道法の前身法である軌道条例の発布よりも早く、1874年（明治7年）まで遡ることができる。1873年（明治6年）東京の芝金杉橋-上野間に馬車鉄道の計画が提出された。この馬車鉄道は開業することはなかったが、この計画に対し1874年（明治7年）に「馬車轍路規則」が定められ、これが日本における最古の軌道に関する適用規則である。この後、軌道の出願は1880年（明治13年）東京市街馬車鉄道（東京馬車鉄道）の出願に至るまでなく、法整備は行われない状態であった。本出願に対し、政府ならびに東京府は個別に対応することとし、東京府は「馬車鉄路築造并営業ヲ認許スルニ付命令書」で軌道の監督を実施する。
1887年（明治20年）頃には馬車鉄道の出願が増えてきたこと、また、軌道に関する命令書の作成は各地方庁（府県庁）で行われていたため、地域毎に取り扱いなどに差が出ることなどから法整備を実施することとし、1890年（明治23年）軌道条例を発布する。経緯から分かるように、軌道条例は馬車鉄道への適用を主眼として制定されており、かつ、命令書により実質的な軌道監督をするという形式で、軌道条例自体はわずか3条からなる法律であった。黎明期の電気鉄道は、当時の鉄道部局が電気に対する知識もノウハウももっていなかったため、軌道条例で特許、敷設されている。軌道条例はこれらの実態に合わせ二度改正されているが、最終状態でも5条からなるものでしかなかった。
軌道法への改正は、軌道条例では付帯訓令により定められていた事項を法律へ反映したものである。よって、軌道法の内容は本質的には従前の軌道条例で行われていた監督内容と変わりがない。なお、軌道の監督については1908年（明治41年）度より鉄道院との共轄となっており、この体制は監督官庁の変遷にもかかわらず、国土交通省として合併するまで続けられた。国土交通省の誕生後、ライトレールが大変な脚光を浴びていることもあり、時代に即した内容への改正論議が高まっている。
黎明期の電気鉄道は軌道条例で特許され、併用軌道上では低速走行のみが許可されていた。アメリカで普及した、新設軌道による高速鉄道インターアーバンの概念を日本に持ちこもうとした摂津電気鉄道（後の阪神電気鉄道）は特許を得て、当初は一部のみを併用軌道として敷設したことが知られている。京浜急行電鉄、京成電鉄、京王電鉄、京阪電気鉄道などの私鉄も軌道法制で特許され、後に併用軌道区間を廃止し、戦後に鉄道へと変更した路線である。
軌道から鉄道に変更した具体例としては、近鉄奈良線、京浜急行電鉄、京王線、京成電鉄、西鉄天神大牟田線は軌道法準拠で開業しており、1930年代から1940年代半ばまで軌道線とされていた。また、阪神電気鉄道、阪急電鉄神戸・宝塚線、京阪電気鉄道、それに能勢電鉄も軌道法準拠で開業しており、1970年代後半まで軌道線とされていた。京阪本線の一部区間は、2013年に至るまで軌道線扱いであった。名鉄豊川線のように、現在の実態としては完全に鉄道と同規格であるが、建設の歴史的経緯から今でも軌道法準拠である路線も存在する。
1972年に都市モノレールの整備の促進に関する法律が施行されて以降は、新交通システム（神戸新交通やゆりかもめ、ニュートラムなど）や都市モノレール（北九州高速鉄道、大阪モノレールなど）を道路法に規定された道路に沿って整備する場合、軌道法に基づいて軌道や高架橋などのインフラ部を道路管理者（都道府県や市町村などの自治体）が「道路交通の円滑化」名目で整備すれば、国の補助金である「社会資本整備総合交付金」（都市・地域交通戦略推進事業）の適用を受けることができることから、軌道法に基づいて特許申請し整備される事例が多い。
一方で、道路法に規定された道路ではない臨港道路上に整備される新交通システムの路線については、軌道法の適用対象とはならず、鉄道事業法が適用された鉄道路線となっている。このため、港湾地域に路線を有する神戸新交通、ゆりかもめ、およびニュートラムでは、軌道法による軌道区間と鉄道事業法による鉄道区間が同じ路線の中で区間ごとに混在している。
道路法規定の道路に沿って道路と一体的に整備された具体例としては、阪神高速13号東大阪線の高架橋と一体整備された近鉄けいはんな線の大阪府東大阪市の国道308号上を走る区間は軌道法が適用されているほか、北大阪急行電鉄南北線の延伸線の整備（千里中央駅 - 箕面萱野駅〈新箕面駅〉）にあたっては、地下に整備される千里中央駅 - 箕面船場阪大前駅（箕面船場駅）間は鉄道事業法に基づいて、国道423号（新御堂筋）に並行する箕面船場阪大前駅（箕面船場駅） - 箕面萱野駅（新箕面駅）間は軌道法に基づいて整備された。

## 軌道法に基づく軌道経営者および軌道路線

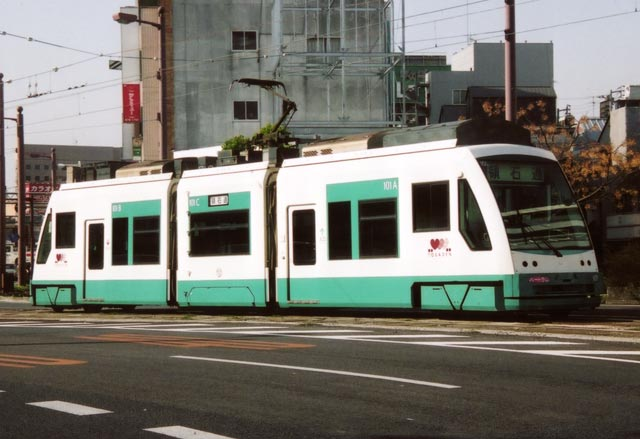
とさでん交通の路面電車 超低床電車 100形（ハートラム）

併用軌道を持つ路面電車路線が軌道法の本来の適用対象であるが、先述の通り、一部のモノレールや新交通システム、地下鉄の路線にも適用路線が存在している。
このほか、鉄道事業法に基づく鉄道路線の中にも、路面電車路線と直通運転を行う路線、かつて路面電車として建設された名残から構造上の併用軌道区間が残る路線および路面電車車両により運行される路線が存在する。そのため、全ての路面電車路線が軌道法に基づく特許を受けているわけではない。詳細は、路面電車と同様の形態をとる鉄道路線を参照のこと。

### 営業中の路線
◎印の路線は本法の本来の適用対象である併用軌道区間を有する路線、※印の路線は実質的に鉄道事業法に基づく普通鉄道と同等の規格の路線である。また、路線の区分および路線名は原則として鉄道要覧の表記に準拠する。
- 札幌市交通事業振興公社（全線上下分離方式〈軌道運送事業者：札幌市交通事業振興公社、軌道整備事業者：札幌市交通局〉）
  - 札幌市電（一条線、山鼻線、山鼻西線、都心線） ◎
- 函館市企業局交通部
  - 函館市電（本線、宝来・谷地頭線、大森線、湯の川線） ◎
- 宇都宮ライトレール（全線上下分離方式〈軌道運送事業者：宇都宮ライトレール、軌道整備事業者：宇都宮市・芳賀町〉）
  - 宇都宮芳賀ライトレール線[8] ◎
- 千葉都市モノレール
  - 1号線：モノレール（懸垂式）
  - 2号線：モノレール（懸垂式）
- 東京都交通局
  - 東京都電車（荒川線） ◎
  - 日暮里・舎人ライナー：新交通システム（案内軌条式）
- 東急電鉄
  - 世田谷線 ◎[2]
- ゆりかもめ
  - 東京臨海新交通臨海線（新橋駅 - 日の出駅間、お台場海浜公園駅 - テレコムセンター駅間、東京ビッグサイト駅 - 豊洲駅間）：新交通システム（案内軌条式）
- 多摩都市モノレール
  - 多摩都市モノレール線：モノレール（跨座式）
- 横浜シーサイドライン
  - 金沢シーサイドライン：新交通システム（案内軌条式）
- 富山地方鉄道（富山都心線、富山駅南北接続線、富山港線は上下分離方式〈軌道運送事業者：富山地方鉄道、軌道整備事業者：富山市〉）
  - 富山軌道線（本線、支線、安野屋線、呉羽線、富山都心線、富山駅南北接続線） ◎
  - 富山港線（富山駅停留場 - 奥田中学校前駅間） ◎
- 万葉線
  - 高岡軌道線 ◎
- 福井鉄道
  - 福武線（鉄軌分界点[注釈 13] - 田原町駅間、及び福井城址大名町駅 - 福井駅停留場間） ◎
- 豊橋鉄道
  - 東田本線  ◎
- 名古屋鉄道
  - 豊川線 ※
- 愛知高速交通
  - 東部丘陵線：新交通システム（浮上式）
- 名古屋ガイドウェイバス
  - ガイドウェイバス志段味線：新交通システム（案内軌条式）
- 京阪電気鉄道
  - 京津線 ◎
  - 石山坂本線 ◎
- 京福電気鉄道
  - 嵐山本線 ◎
  - 北野線
- 大阪モノレール
  - 本線：モノレール（跨座式）
  - 彩都線：モノレール（跨座式）
- 北大阪急行電鉄
  - 南北線[9]（箕面船場阪大前駅 - 箕面萱野駅間） ※
- 大阪市高速電気軌道
  - 1号線（御堂筋線）：地下鉄 ※
  - 2号線（谷町線）：地下鉄 ※
  - 3号線（四つ橋線）：地下鉄 ※
  - 4号線（中央線）（大阪港駅 - 長田駅間）：地下鉄 ※
  - 5号線（千日前線）：地下鉄 ※
  - 6号線（堺筋線）：地下鉄 ※
  - 7号線（長堀鶴見緑地線）：地下鉄 ※
  - 8号線（今里筋線）：地下鉄 ※
  - 南港ポートタウン線（トレードセンター前駅 - 中ふ頭駅間、フェリーターミナル駅 - 住之江公園駅間）：新交通システム（案内軌条式）
- 近畿日本鉄道
  - けいはんな線（長田駅 - 鉄軌分界点[注釈 14]間） ※
- 阪堺電気軌道
  - 阪堺線 ◎
  - 上町線 ◎
- 神戸新交通
  - ポートアイランド線（三宮駅 - ポートターミナル駅間、中公園駅 - 南公園駅間、市民広場駅 - 神戸空港駅間）：新交通システム（案内軌条式）
  - 六甲アイランド線（住吉駅 - 南魚崎駅間、アイランド北口駅 - マリンパーク駅間）：新交通システム（案内軌条式）
- 岡山電気軌道
  - 東山本線 ◎
  - 清輝橋線 ◎
- 広島電鉄
  - 本線 ◎
  - 宇品線 ◎
  - 江波線 ◎
  - 横川線 ◎
  - 皆実線 ◎
  - 白島線 ◎
- 広島高速交通
  - 広島新交通1号線（県庁前駅 - 広域公園前駅間）：新交通システム（案内軌条式）
- 伊予鉄道
  - 城南線 ◎
  - 連絡線 ◎
  - 本町線 ◎
  - 大手町線 ◎
  - 花園線 ◎
- とさでん交通
  - 伊野線 ◎
  - 後免線 ◎
  - 桟橋線 ◎
  - 駅前線 ◎
- 北九州高速鉄道
  - 小倉線：モノレール（跨座式）
- 長崎電気軌道
  - 赤迫支線 ◎
  - 本線 ◎
  - 桜町支線 ◎
  - 大浦支線 ◎
  - 蛍茶屋支線 ◎
- 熊本市交通局
  - 熊本市電（幹線、水前寺線、健軍線、上熊本線、田崎線） ◎
- 鹿児島市交通局
  - 鹿児島市電（第一期線、第二期線、谷山線、唐湊線） ◎
- 沖縄都市モノレール
  - 沖縄都市モノレール線：モノレール（跨座式）

### 建設中の路線
- 多摩都市モノレール
  - 多摩都市モノレール線（延伸）[10][11]：モノレール（跨座式）
- 大阪モノレール
  - 本線（延伸）[12]：モノレール（跨座式）
- 大阪市高速電気軌道
  - 4号線（中央線）（森ノ宮駅 - 森之宮新駅間）[13]：地下鉄 ※
- 岡山電気軌道
  - 東山本線（延伸）[14] ◎

## 免許・資格
- 動力車操縦者免許
  - 下位法令の動力車操縦者運転免許に関する省令による

## 下位法令
- 軌道法施行令
- 軌道法施行規則
- 軌道建設規程
- 軌道運転規則
- 専用軌道規則
- 軌道運輸規程
- 軌道係員規程
- 軌道運賃料金割引等規則
- 軌道法に規定する国土交通大臣の権限に属する事務で都道府県が処理するもの等を定める政令
- 動力車操縦者運転免許に関する省令